# Boesemania
Boesemania is een monotypisch geslacht van straalvinnige vissen uit de familie van ombervissen (Sciaenidae).

## Soort
- Boesemania microlepis (Bleeker, 1858)